# Milles Vaast Édouard Deslyons de Moncheaux
 (juin 2025).
Milles Vaast Édouard Deslyons de Moncheaux est un homme politique français né le 1er octobre 1750 à Arras et décédé le 27 avril 1817 à Saint-Omer (Pas-de-Calais).
Colonel, conseiller général, il est député du Pas-de-Calais de 1815 à 1816, siégeant dans la majorité de la chambre introuvable. Il est promu maréchal de camp en 1816.

## Sources
- « Milles Vaast Édouard Deslyons de Moncheaux », dans Adolphe Robert et Gaston Cougny, Dictionnaire des parlementaires français, Edgar Bourloton, 1889-1891 [détail de l’édition]